# Eisch
Die Eisch (luxemburgisch Äischⓘ) ist ein 49 Kilometer langer, südwestlicher und linker Nebenfluss der Alzette in Luxemburg.

## Name
Erste schriftliche Erwähnung findet die Eisch im Jahr 960 als Ischa. Der Name ist keltischen Ursprungs und geht auf das idg. Verb *eis- (= 'kräftigen, antreiben') zurück mit der Bedeutung 'Fluss mit kräftigen Antrieb'.

## Geographie

### Verlauf
Die Eisch entsteht westlich von Schockmillen aus dem Zusammenfluss von Menschbaach und Millebaach.
Der Oberlauf der Eisch beschreibt eine über 15 km lange S-Kurve in nördlicher Richtung und bildet dabei in den Abschnitten zwischen Clemency und Grass, wie Steinfort und Eischen die Grenze zwischen dem Großherzogtum und der belgischen Provinz. Zwischen Steinfort und Eischen gewinnt das Tal der Eisch zunehmend an Tiefe. Die Eisch durchquert die Ortschaft Hobscheid und zieht am Rande der Gemeinde Koerich  vorbei.
Bei Koerich beginnt das sogenannte Tal der Sieben Schlösser. Die Eisch läuft noch an den die Orte Septfontaines, Roodt, Bour, Amsembourg und Hollenfels entlang und mündet schließlich wenige Meter nach der Mamer auf 214 m von links in die Alzette.
Der etwa 49,6 km lange Lauf der Eisch endet ungefähr 108 Höhenmeter unterhalb ihrer Quelle, sie hat somit ein mittleres Sohlgefälle von circa 2,2 ‰.

### Zuflüsse

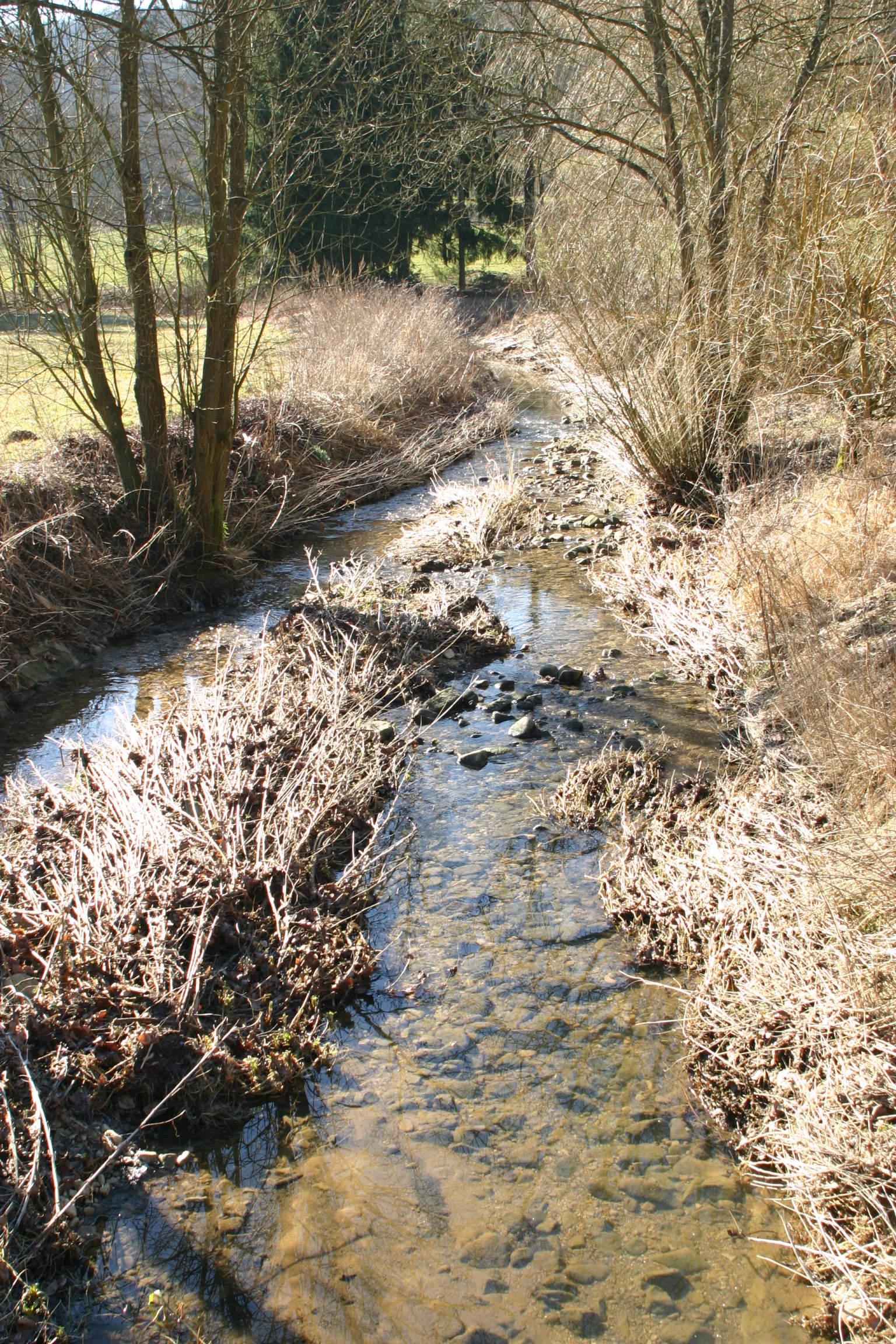
Die Leesbech

- Millebach (rechter Quellbach), 1,8 km
- Menschbaach (linker Quellbach), 0,9 km
- Welleschbach (rechts), 3,2 km
- Grendelbach (links), 4,1 km
- Mouschbaach (links), 1,1 km
- Eiselbaach  2,8 km
- Kolerbach ( d'Autelbas) (links), 7,4 km
- Ruisseau de Clairefontaine (Durbach) (links), 4,3 km
- Bech (links), 4,5 km
- Millebach (Geechelbaach) (links), 6,4 km
- Haardebach  (links), 1,2 km
- Giewelerbach (rechts), 5,1 km
- Leesbech  (links), 1,3 km
- Melleschbach (links), 2,0 km
- Dondelerbach (rechts), 2,4 kn
- Holertsbach (links), 2,0 km
- Fëschbech (rechts), 1,4 km
- Kalbach (links), 0,8 km
- Reckenerbach (links), 4,6 km

### Orte
Seit dem 1. Januar 2018 gibt es durch Fusion zwei Gemeinden weniger im Eischtal.
So entstand aus der Gemeinde Hobscheid und Septfontaines die neue Gemeinde Habscht, aus der Gemeinde Tüntingen und Boewange entstand die neue Gemeinde Helperknapp.

## Das Tal der sieben Schlösser

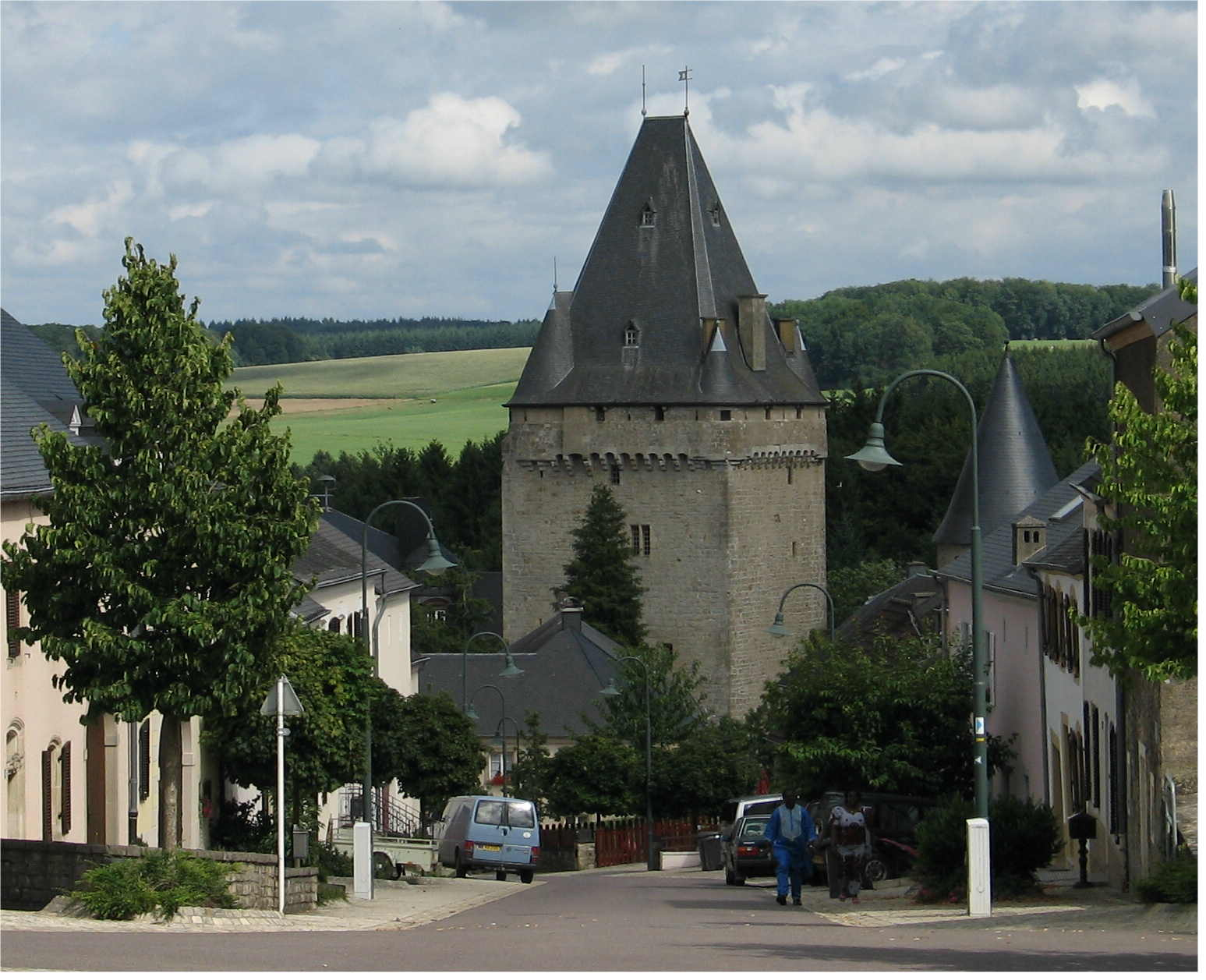
Burg Hollenfels

Im Eischtal gab es einst sieben Schlösser oder Burgen, daher erhielt es im frühen 20. Jahrhundert die Bezeichnung „Tal der sieben Schösser“ und wird auch touristisch unter diesem Begriff beworben.
1. Fockeschlass und
2. Gréiweschlass in Koerich,
3. Burg Simmern,
4. Burg Hollenfels,
5. Burg Ansemburg und
6. Schloss Ansemburg sowie
7. das Schloss in Mersch.